# Adolfo Riestra
Adolfo Riestra (Tepic, Nayarit, 13 de octubre de 1944 - Ciudad de México, 9 de octubre de 1989) fue un artista plástico mexicano. Su trabajo comprende principalmente dibujo, pintura y escultura; es reconocido principalmente por sus piezas realizadas en barro.  
Sus piezas han participado en exposiciones colectivas con artistas mexicanos de talla internacional como: Frida Kahlo, Diego Rivera, Rufino Tamayo y Francisco Toledo.

Adolfo Riestra circa 1970

Sus piezas han sido expuestas en museos de relevancia internacional como el Palacio de Bellas Artes, Museo Metropolitano de Arte, Museo de Arte Contemporáneo de Monterrey, Museo de Arte Moderno, y el Museum Würth.

## Trayectoria
Riestra tuvo su primer acercamiento al arte desde los once años de edad en el taller del maestro Dwite Albisson, en Guadalajara, de 1955 a 1956. Posteriormente, de 1962 a 1966, estudió leyes en la Universidad de Guanajuato (profesión que ejerció algunos años), al mismo tiempo que estudiaba pintura en el taller del maestro Jesús Gallardo. En noviembre de 1969 realizó su primera muestra individual de 26 piezas, en el Teatro Experimental de Jalisco en Guadalajara. Hacia finales de la década de los sesenta emigró a Estados Unidos, donde permaneció por largo tiempo residiendo en San Francisco, California y Nueva York. Durante esa residencia, colaboró en Potrero Hill Graphics Workshop en San Francisco y realizó obra gráfica en el Taller Kyron, Ediciones Gráficas Limitadas fundado por Andrew Vlady y Beatriz Soto en la Ciudad de México. Durante la década de los ochenta, viviría con su familia en Ciudad de México, Toulouse (Francia) y Huecorio (Michoacán, México). En 1982, de regreso en México, comenzó a realizar esculturas, motivado por una reinterpretación modernista de las culturas precolombinas, para lo cual aprendió en Metepec (Estado de México) a realizar cerámica a la usanza de los artesanos de la región. Las esculturas de barro formarían uno de los rasgos más representativos de su obra plástica. 

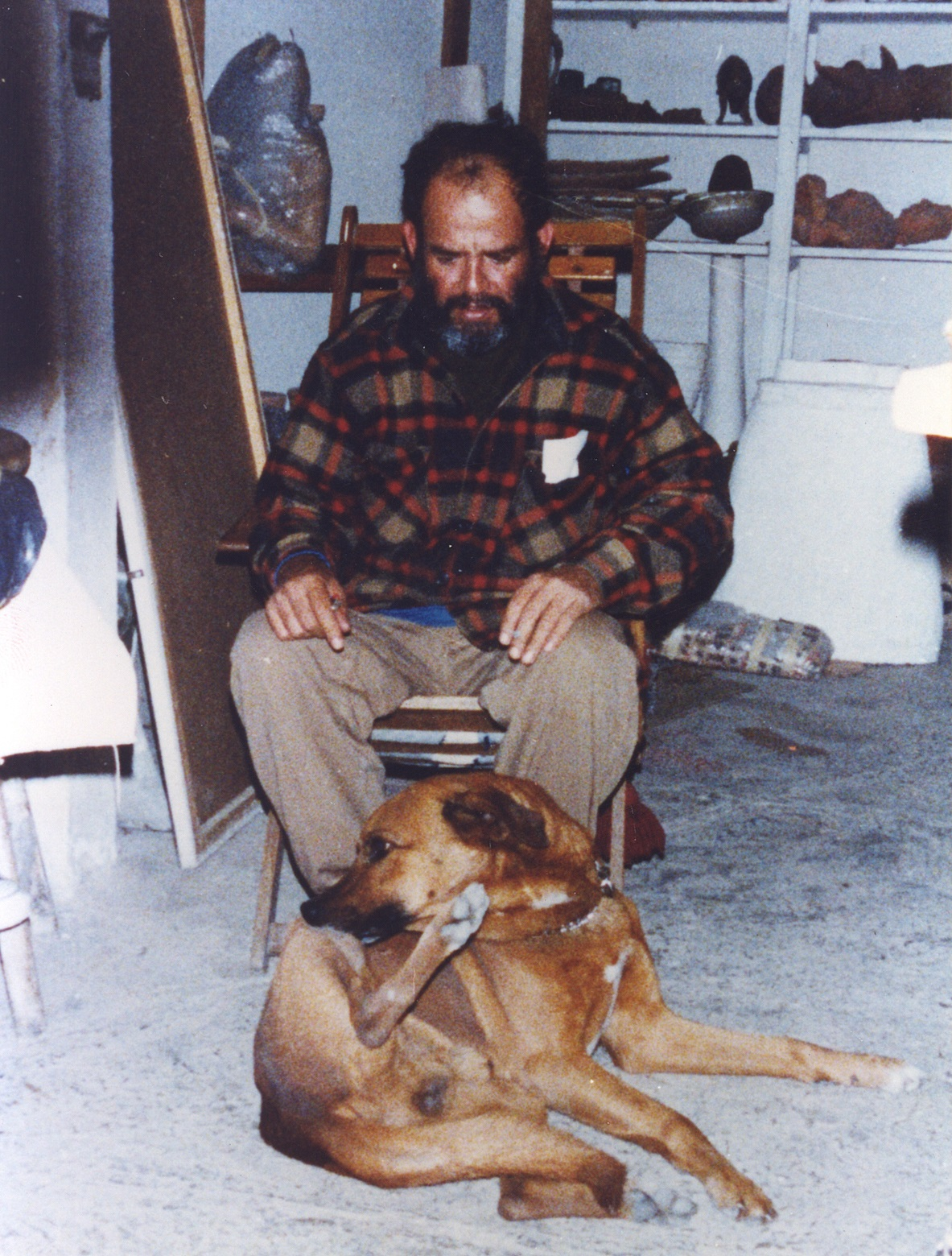
Adolfo Riestra con su perro Rampín en su estudio ubicado en la Colonia Roma, Ciudad de México, 1988

Adolfo Riestra murió el 10 de octubre de 1989. a los 45 años de edad, de manera prematura, cuando se encontraba en el clímax de su carrera artística. Coincidentemente, falleció al día siguiente de la inauguración de una importante exposición individual en la Galería OMR (Ciudad de México) para la cual se exhibieron una extensa selección de sus esculturas y cuya recepción tuvo “una ovación general entre los profesionales del arte y el público”
Actualmente su obra se encuentra en importantes colecciones como las del Museo de Arte Contemporáneo de Monterrey (MARCO) en México, el Museo Metropolitano de Arte en Nueva York y el Lehmbruck Museum en Duisburgo, Alemania. Parte de su obra puede ser visitada en el Archivo Adolfo Riestra, localizado en la Ciudad de México.

## Acerca de su obra escultórica. Características
Riestra tenía un profundo interés por el arte tradicional a partir del cual consolidó su propuesta plástica. Lo cual genera hasta la fecha que su obra escultórica y plástica sea notoria y peculiar por el uso que hace del barro como medio de expresión. 
Riestra no buscaba emular el arte de alguna determinada zona prehispánica, más bien era una combinación de determinadas características de la cerámica antigua que incorporaba a su escultura. Al respecto, sirve este texto para comprender sus intenciones:
“Riestra comparte sus afinidades por el mundo antiguo con otros grandes escultores del siglo XX, como Henry Moore. De un modo parecido a Moore, Riestra puede hacer referencias oblicuas a sus fuentes de inspiración en otras culturas, pero a la larga las aleja a aquellas de cualquier contexto estrictamente histórico para colocarlas fuera del tiempo y el espacio. Como Moore también, Riestra no se encuentra ligado de ninguna manera a la tradición occidental y en muchos casos busca apartarse del "eurocentrismo" de tanto arte creado hoy en día”.
Debido a la síntesis de las formas precolombinas y las búsquedas de apropiación, transgresión y deconstrucción propias de la postmodernidad; la historiografía actual identifica su producción plástica dentro del término “neomexicanismo”, término acuñado por la historiadora Teresa del Conde para etiquetar y comprender la producción de artistas realizada durante la década de los ochenta que comparten el uso de “diversos elementos de identidad, rescate de la iconografía patria, religiosa, popular, costumbrista, urbana y rural de la historia de nuestro país: imágenes y clichés provenientes del pasado recontextualizados en discursos plenamente contemporáneos”.

En palabras de Erika Billeter: 
“Adolfo Riestra hizo suya una tradición y la actualizó. En su sencillez y fuerza elemental, sus figuras son comprendidas por el hombre de hoy. La intemporalidad que caracteriza a las esculturas les otorga el aura de lo sagrado. Tiene algo de cotidiano, y al mismo tiempo se diría que son capaces de unirse sin problemas a sus antepasados de la cultura antigua”.

## Exposiciones
Individuales
- Cuerpo de obra- Galería OMR, México. Curaduría Mauricio Marcín y Abraham Cruzvillegas (2024)
- Adolfo Riestra: Las aristas del gesto - Centro de Arte Contemporáneo Emilia Ortiz, Tepic, Nayarit (2011)
- El mundo de Adolfo Riestra. Homenaje a 20 años de su muerte - Galería OMR, México (2009)
- Adolfo Riestra: Escultura y obra en papel - Centro Cultural del México Contemporáneo, México (2008)
- Ultima Década, 1981-1989 . Universidad de las Américas, Puebla, México (2003)
- Adolfo Riestra. El objeto de la percepción. Universidad de Guanajuato, México (2000)
- Adolfo Riestra: Dibujante, pintor y escultor. Museo de Arte Contemporáneo, Monterrey, México (1998)
- Selección del patrimonio Adolfo Riestra. Galería OMR, México (1994)
- Obra inédita. Galería OMR, México  (1991)
- Homenaje a Adolfo Riestra. Wenger Gallery, Los Ángeles, CA, EU (1991)
- El canto. Galería Florencia Riestra, México (1989)
- El mar. Galería OMR, México (1989)
- Escultura en barro. Galería Enrique Romero en colaboración de Galería OMR, México (1988)

Colectivas
- Al Amigo que no me salvó la vida - MASA Galería, Ciudad de México (2024)
- SHAPE! UNDERSTANDING BODY + FORM - Lehmbruck Museum, Duisburg, Alemania (2024)
- Imaginaciones Radicales, Museo de Arte Moderno, México (2023)
- Intervención Intersección. MASA at the Rockefeller Center, New York. (2022)
- From Hockney to Holbein - Martin Gropius Bau Art Museum, Berlín, Alemania (2015)
- Mexicanidad - Kunsthalle Wurth, Schwabisch Hall, Alemania (2012)
- ¿Neomexicanismos? Ficciones identitarias en el México de los 80 - Museo de Arte Moderno, México
- Visiones del arte mexicano - Museo La Tertulia, Cali, Colombia (2010)
- La colección: la tradición de las rupturas - Museo de Arte Moderno, Ciudad de México (2008)
- Eco - Arte contemporáneo mexicano - Museo Nacional Centro de Arte Reina Sofía, España (2005)
- MACO, Stand Galería OMR. México (2004)
- Siglo XX: Grandes Maestros Mexicanos, Grandes Prodigios de Fin de Siglo. Museo de Arte Contemporáneo de Monterrey, México (2003)
- Tiempo, Piedra y Barro. Museo Universitario de Ciencias y Artes (UNAM), México (2002)
- Anamillia. Museo de la Secretaría de Hacienda y Crédito Público, México (2002)
- Escultura Mexicana (Tercera Parte), de la Academia a la Instalación. Museo del Palacio de Bellas Artes, México (2001)
- Voces Visuales de México. Museo de Arte de Tucson, AZ, EUA (2000)
- México Eterno: Arte y Permanencia. Museo del Palacio de Bellas Artes, México (2000)
- Soles de México/Soleils mexicains. Petit Palais, París, Francia (2000)
- Feria Internacional de Hannover. Hannover, Alemania (2000)
- El siglo XX en las artes visuales en Nayarit. Museo Regional de Nayarit, México (1999)
- Through the path of echoes: contemporary art in Mexico. Exhibición itinerante organizada por Independent Curators Inc. de New York y curada por Elizabeth Ferrer. (1990)